# Danh sách di sản văn hóa Tây Ban Nha được quan tâm ở hạt Osona (tỉnh Barcelona)
Danh sách di sản văn hóa Tây Ban Nha được quan tâm ở hạt Osona (tỉnh Barcelona).

## Di tích theo thành phố

### B

#### Balenyá(Balenyà)
| Tên                            | Dạng    | Địa điểm | Tọa độ                                      | Số hồ sơ tham khảo? | Ngày nhận danh hiệu? | Hình ảnh     |
| ------------------------------ | ------- | -------- | ------------------------------------------- | ------------------- | -------------------- | ------------ |
| Tòa nhà tăng cường Nhà Balenyá | Di tích | Balenyá  | 41°49′57″B 2°13′09″Đ / 41,83239°B 2,21909°Đ | RI-51-0005504       | 08-11-1988           | Upload image |

#### Brull (Barcelona)(El Brull)
| Tên                  | Dạng                | Địa điểm          | Tọa độ                                        | Số hồ sơ tham khảo? | Ngày nhận danh hiệu? | Hình ảnh                            |
| -------------------- | ------------------- | ----------------- | --------------------------------------------- | ------------------- | -------------------- | ----------------------------------- |
| Lâu đài Brull        | Di tích Lâu đài     | Brull (Barcelona) | 41°49′00″B 2°18′16″Đ / 41,81679°B 2,30437°Đ   | RI-51-0005211       | 08-11-1988           | Castillo del Brull · Upload image   |
| Lâu đài Sala         | Di tích Lâu đài     | Brull (Barcelona) | 41°48′16″B 2°17′05″Đ / 41,804329°B 2,284737°Đ | RI-51-0005212       | 08-11-1988           | Castillo de Sala · Upload image     |
| Tường thành Montgrós | Di tích Tường thành | Brull (Barcelona) | 41°48′12″B 2°16′24″Đ / 41,803316°B 2,273317°Đ | RI-51-0005213       | 08-11-1988           | Murallas de Montgrós · Upload image |

### C

#### Calldetenes
| Tên           | Dạng    | Địa điểm    | Tọa độ                                       | Số hồ sơ tham khảo? | Ngày nhận danh hiệu? | Hình ảnh     |
| ------------- | ------- | ----------- | -------------------------------------------- | ------------------- | -------------------- | ------------ |
| Nhà Altarriba | Di tích | Calldetenes | 41°55′36″B 2°18′43″Đ / 41,92656°B 2,312044°Đ | RI-51-0005226       | 08-11-1988           | Upload image |

#### Centellas(Centelles)
| Tên                      | Dạng                | Địa điểm  | Tọa độ                                        | Số hồ sơ tham khảo? | Ngày nhận danh hiệu? | Hình ảnh                                 |
| ------------------------ | ------------------- | --------- | --------------------------------------------- | ------------------- | -------------------- | ---------------------------------------- |
| Nhà Vinyoles             | Di tích             | Centellas | 41°47′44″B 2°12′24″Đ / 41,795647°B 2,206623°Đ | RI-51-0005458       | 08-11-1988           | Casa de Vinyoles · Upload image          |
| Palacio Comtal Centellas | Di tích Cung điện   | Centellas | 41°47′51″B 2°13′10″Đ / 41,79749°B 2,219371°Đ  | RI-51-0007299       | 06-10-1992           | Palau Comtal de Centellas · Upload image |
| Portal Centellas         | Di tích Tường thành | Centellas | 41°47′53″B 2°13′06″Đ / 41,798085°B 2,218341°Đ | RI-51-0005457       | 08-11-1988           | Portal de la villa · Upload image        |

### F

#### Folgarolas(Folgueroles)
| Tên           | Dạng         | Địa điểm   | Tọa độ                                       | Số hồ sơ tham khảo? | Ngày nhận danh hiệu? | Hình ảnh                      |
| ------------- | ------------ | ---------- | -------------------------------------------- | ------------------- | -------------------- | ----------------------------- |
| Tháp Morgades | Di tích Tháp | Folgarolas | 41°56′24″B 2°17′35″Đ / 41,93987°B 2,293177°Đ | RI-51-0005475       | 08-11-1988           | Torre Morgades · Upload image |

### G

#### Gurb
| Tên                       | Dạng            | Địa điểm | Tọa độ                                        | Số hồ sơ tham khảo? | Ngày nhận danh hiệu? | Hình ảnh                        |
| ------------------------- | --------------- | -------- | --------------------------------------------- | ------------------- | -------------------- | ------------------------------- |
| Casal Mont-ral            | Di tích         | Gurb     | 41°57′13″B 2°14′46″Đ / 41,953601°B 2,246047°Đ | RI-51-0005502       | 08-11-1988           | Upload image                    |
| Lâu đài Gurb              | Di tích Lâu đài | Gurb     | 41°57′07″B 2°12′38″Đ / 41,952078°B 2,210422°Đ | RI-51-0005500       | 08-11-1988           | Castillo de Gurb · Upload image |
| Lâu đài Villagalans       | Di tích Lâu đài | Gurb     | 41°58′34″B 2°17′04″Đ / 41,976174°B 2,284411°Đ | RI-51-0005501       | 08-11-1988           | Upload image                    |
| Tòa nhà tăng cường Salada | Di tích         | Gurb     | 41°56′31″B 2°10′24″Đ / 41,942°B 2,173375°Đ    | RI-51-0005503       | 08-11-1988           | Upload image                    |

### L

#### Las Masías de Voltregá(Les Masies de Voltregà)
| Tên              | Dạng            | Địa điểm               | Tọa độ                                        | Số hồ sơ tham khảo? | Ngày nhận danh hiệu? | Hình ảnh     |
| ---------------- | --------------- | ---------------------- | --------------------------------------------- | ------------------- | -------------------- | ------------ |
| Lâu đài Voltregá | Di tích Lâu đài | Las Masías de Voltregá | 42°00′39″B 2°12′22″Đ / 42,010767°B 2,206141°Đ | RI-51-0005534       | 08-11-1988           | Upload image |
| Conanglell       | Di tích         | Las Masías de Voltregá | 42°02′47″B 2°14′45″Đ / 42,046322°B 2,245851°Đ | RI-51-0005535       | 08-11-1988           | Upload image |
| Despujol         | Di tích         | Las Masías de Voltregá | 42°00′45″B 2°15′01″Đ / 42,012607°B 2,250159°Đ | RI-51-0005536       | 08-11-1988           | Upload image |

#### Llusá(Lluçà)
| Tên                       | Dạng            | Địa điểm | Tọa độ                                        | Số hồ sơ tham khảo? | Ngày nhận danh hiệu? | Hình ảnh                                          |
| ------------------------- | --------------- | -------- | --------------------------------------------- | ------------------- | -------------------- | ------------------------------------------------- |
| Lâu đài Llusá             | Di tích Lâu đài | Llusá    | 42°03′16″B 2°02′25″Đ / 42,054568°B 2,040315°Đ | RI-51-0005514       | 08-11-1988           | Castillo de Llusá · Upload image                  |
| Tu viện Santa María Llusá | Di tích Tu viện | Llusá    | 42°03′02″B 2°02′07″Đ / 42,050489°B 2,035327°Đ | RI-51-0000274       | 21-11-2000           | Monasterio de Santa María de Llusá · Upload image |

### M

#### Malla (Barcelona)
| Tên           | Dạng            | Địa điểm          | Tọa độ                                       | Số hồ sơ tham khảo? | Ngày nhận danh hiệu? | Hình ảnh                         |
| ------------- | --------------- | ----------------- | -------------------------------------------- | ------------------- | -------------------- | -------------------------------- |
| Lâu đài Malla | Di tích Lâu đài | Malla (Barcelona) | 41°53′17″B 2°13′46″Đ / 41,888138°B 2,22955°Đ | RI-51-0005518       | 08-11-1988           | Castillo de Malla · Upload image |

#### Manlleu
| Tên                          | Dạng                | Địa điểm | Tọa độ                                        | Số hồ sơ tham khảo? | Ngày nhận danh hiệu? | Hình ảnh     |
| ---------------------------- | ------------------- | -------- | --------------------------------------------- | ------------------- | -------------------- | ------------ |
| Tòa nhà Fortificado Bellfort | Di tích             | Manlleu  | 42°00′41″B 2°18′01″Đ / 42,011385°B 2,300192°Đ | RI-51-0005520       | 08-11-1988           | Upload image |
| Recinto amurallado Dalt Vila | Di tích Tường thành | Manlleu  | 42°00′04″B 2°17′02″Đ / 42,001018°B 2,283977°Đ | RI-51-0005519       | 08-11-1988           | Upload image |

#### Masías de Roda(Les Masies de Roda)
| Tên                         | Dạng            | Địa điểm                 | Tọa độ                                        | Số hồ sơ tham khảo? | Ngày nhận danh hiệu? | Hình ảnh                                            |
| --------------------------- | --------------- | ------------------------ | --------------------------------------------- | ------------------- | -------------------- | --------------------------------------------------- |
| Lâu đài Casserres           | Di tích Lâu đài | Masías de Roda Casserres | 42°00′05″B 2°20′27″Đ / 42,001354°B 2,340782°Đ | RI-51-0005531       | 08-11-1988           | Castillo de Casserres · Upload image                |
| Lâu đài Sa Avellana         | Di tích Lâu đài | Masías de Roda           | 41°58′12″B 2°19′48″Đ / 41,970098°B 2,330121°Đ | RI-51-0005532       | 08-11-1988           | Upload image                                        |
| Tu viện Sant Pere Casserres | Di tích Tu viện | Masías de Roda Casserres | 42°00′06″B 2°20′26″Đ / 42,001615°B 2,340681°Đ | RI-51-0000441       | 03-06-1931           | Monasterio de San Pedro de Casserres · Upload image |
| Khu dân cư íbero Esquerda   | Di tích         | Masías de Roda           | 41°58′31″B 2°18′46″Đ / 41,975329°B 2,312879°Đ | RI-51-0005533       | 08-11-1988           | Recinto amurallado la Esquerda · Upload image       |

#### Montanyola(Muntanyola)
| Tên                | Dạng                                | Địa điểm   | Tọa độ                                        | Số hồ sơ tham khảo? | Ngày nhận danh hiệu? | Hình ảnh                              |
| ------------------ | ----------------------------------- | ---------- | --------------------------------------------- | ------------------- | -------------------- | ------------------------------------- |
| Lâu đài Montanyola | Di tích Kiến trúc phòng thủ Lâu đài | Montanyola | 41°52′43″B 2°10′09″Đ / 41,878676°B 2,169124°Đ | RI-51-0005557       | 08-11-1988           | Castillo de Montanyola · Upload image |
| Lâu đài Munter     | Di tích Kiến trúc phòng thủ Lâu đài | Montanyola | 41°52′41″B 2°12′58″Đ / 41,87798°B 2,216228°Đ  | RI-51-0005558       | 08-11-1988           | Castillo de Munter · Upload image     |

#### Montesquiu
| Tên                | Dạng            | Địa điểm   | Tọa độ                                        | Số hồ sơ tham khảo? | Ngày nhận danh hiệu? | Hình ảnh                              |
| ------------------ | --------------- | ---------- | --------------------------------------------- | ------------------- | -------------------- | ------------------------------------- |
| Lâu đài Montesquiu | Di tích Lâu đài | Montesquiu | 42°06′48″B 2°12′43″Đ / 42,113297°B 2,211944°Đ | RI-51-0005549       | 08-11-1988           | Castillo de Montesquiu · Upload image |

### O

#### Orís
| Tên               | Dạng                        | Địa điểm | Tọa độ                                        | Số hồ sơ tham khảo? | Ngày nhận danh hiệu? | Hình ảnh                        |
| ----------------- | --------------------------- | -------- | --------------------------------------------- | ------------------- | -------------------- | ------------------------------- |
| Lâu đài Orís      | Di tích Kiến trúc phòng thủ | Orís     | 42°03′31″B 2°13′21″Đ / 42,058611°B 2,2225°Đ   | RI-51-0005570       | 08-11-1988           | Castillo de Orís · Upload image |
| Lâu đài Saderra   | Di tích Lâu đài             | Orís     | 42°05′07″B 2°14′21″Đ / 42,085354°B 2,239252°Đ | RI-51-0005572       | 08-11-1988           | Upload image                    |
| Tháp Puig Guardia | Di tích Tháp                | Orís     | 42°03′39″B 2°13′12″Đ / 42,060815°B 2,220074°Đ | RI-51-0005571       | 08-11-1988           | Upload image                    |

#### Oristá(Oristà)
| Tên               | Dạng            | Địa điểm | Tọa độ                                        | Số hồ sơ tham khảo? | Ngày nhận danh hiệu? | Hình ảnh                             |
| ----------------- | --------------- | -------- | --------------------------------------------- | ------------------- | -------------------- | ------------------------------------ |
| Lâu đài Olost     | Di tích Lâu đài | Oristá   | 41°58′37″B 2°05′40″Đ / 41,976964°B 2,094546°Đ | RI-51-0005574       | 08-11-1988           | Castillo de Olost · Upload image     |
| Lâu đài Oristá    | Di tích Lâu đài | Oristá   | 41°56′03″B 2°03′48″Đ / 41,934133°B 2,063219°Đ | RI-51-0005573       | 08-11-1988           | Castillo de Oristá · Upload image    |
| Lâu đài Toneu     | Di tích Lâu đài | Oristá   | 41°57′52″B 2°06′43″Đ / 41,964459°B 2,11185°Đ  | RI-51-0005577       | 08-11-1988           | Upload image                         |
| Lâu đài Tornamira | Di tích Lâu đài | Oristá   | 41°56′58″B 2°03′36″Đ / 41,949429°B 2,05997°Đ  | RI-51-0005575       | 08-11-1988           | Castillo de Tornamira · Upload image |
| Vilaregut         | Di tích         | Oristá   | 41°57′36″B 2°05′53″Đ / 41,959985°B 2,098194°Đ | RI-51-0005576       | 08-11-1988           | Upload image                         |

### P

#### Perafita
| Tên     | Dạng    | Địa điểm | Tọa độ                                        | Số hồ sơ tham khảo? | Ngày nhận danh hiệu? | Hình ảnh     |
| ------- | ------- | -------- | --------------------------------------------- | ------------------- | -------------------- | ------------ |
| Lâu đài | Di tích | Perafita | 42°02′53″B 2°06′36″Đ / 42,048013°B 2,109935°Đ | RI-51-0005587       | 08-11-1988           | Upload image |

#### Prats de Llusanés(Prats de Lluçanès)
| Tên                                | Dạng            | Địa điểm          | Tọa độ                                        | Số hồ sơ tham khảo? | Ngày nhận danh hiệu? | Hình ảnh                         |
| ---------------------------------- | --------------- | ----------------- | --------------------------------------------- | ------------------- | -------------------- | -------------------------------- |
| Lâu đài Quer (Lâu đài Santa Lucía) | Di tích Lâu đài | Prats de Llusanés | 42°00′04″B 2°01′28″Đ / 42,001186°B 2,024553°Đ | RI-51-0005601       | 08-11-1988           | Castillo de Quer · Upload image  |
| Soler Nuc                          | Di tích         | Prats de Llusanés | 41°59′31″B 2°00′25″Đ / 41,991878°B 2,006859°Đ | RI-51-0005602       | 08-11-1988           | Upload image                     |
| Lâu đài Rupit                      | Di tích Lâu đài | Rupit y Pruït     | 42°01′28″B 2°27′59″Đ / 42,024499°B 2,46639°Đ  | RI-51-0005622       | 08-11-1988           | Castillo de Rupit · Upload image |

### S

#### San Agustín de Llusanés(Sant Agustí de Lluçanès)
| Tên               | Dạng            | Địa điểm                | Tọa độ                                        | Số hồ sơ tham khảo? | Ngày nhận danh hiệu? | Hình ảnh     |
| ----------------- | --------------- | ----------------------- | --------------------------------------------- | ------------------- | -------------------- | ------------ |
| Lâu đài Freixenet | Di tích Lâu đài | San Agustín de Llusanés | 42°05′53″B 2°07′00″Đ / 42,098012°B 2,116539°Đ | RI-51-0005172       | 08-11-1988           | Upload image |

#### San Baudilio de Llusanés(Sant Boi de Lluçanès)
| Tên              | Dạng            | Địa điểm                 | Tọa độ                                        | Số hồ sơ tham khảo? | Ngày nhận danh hiệu? | Hình ảnh     |
| ---------------- | --------------- | ------------------------ | --------------------------------------------- | ------------------- | -------------------- | ------------ |
| Lâu đài Montorro | Di tích Lâu đài | San Baudilio de Llusanés | 42°04′35″B 2°09′54″Đ / 42,076402°B 2,164971°Đ | RI-51-0005633       | 08-11-1988           | Upload image |

#### San Julián de Vilatorta(Sant Julià de Vilatorta)
| Tên                                                | Dạng            | Địa điểm                | Tọa độ                                        | Số hồ sơ tham khảo? | Ngày nhận danh hiệu? | Hình ảnh                                        |
| -------------------------------------------------- | --------------- | ----------------------- | --------------------------------------------- | ------------------- | -------------------- | ----------------------------------------------- |
| Lâu đài Bellpuig                                   | Di tích Lâu đài | San Julián de Vilatorta | 41°55′14″B 2°19′19″Đ / 41,920446°B 2,321924°Đ | RI-51-0005642       | 08-11-1988           | Upload image                                    |
| Lâu đài San Lorenzo Munt (Edificación fortificada) | Di tích Lâu đài | San Julián de Vilatorta | 41°55′25″B 2°21′32″Đ / 41,923558°B 2,358799°Đ | RI-51-0005643       | 08-11-1988           | Castillo de San Lorenzo del Munt · Upload image |
| Sala Vilalleóns                                    | Di tích         | San Julián de Vilatorta | 41°53′26″B 2°19′23″Đ / 41,890437°B 2,323184°Đ | RI-51-0005645       | 08-11-1988           | Upload image                                    |

#### San Martín de Centellas(Sant Martí de Centelles)
| Tên               | Dạng            | Địa điểm                | Tọa độ                                        | Số hồ sơ tham khảo? | Ngày nhận danh hiệu? | Hình ảnh                             |
| ----------------- | --------------- | ----------------------- | --------------------------------------------- | ------------------- | -------------------- | ------------------------------------ |
| Lâu đài Centellas | Di tích Lâu đài | San Martín de Centellas | 41°46′11″B 2°12′23″Đ / 41,769722°B 2,206389°Đ | RI-51-0005651       | 08-11-1988           | Castillo de Centellas · Upload image |
| castellar         | Di tích Lâu đài | San Martín de Centellas | 41°44′13″B 2°14′58″Đ / 41,736908°B 2,24938°Đ  | RI-51-0005652       | 08-11-1988           | El castellar · Upload image          |

#### San Martín del Bas(Sant Martí d'Albars)
| Tên             | Dạng    | Địa điểm           | Tọa độ                                        | Số hồ sơ tham khảo? | Ngày nhận danh hiệu? | Hình ảnh                          |
| --------------- | ------- | ------------------ | --------------------------------------------- | ------------------- | -------------------- | --------------------------------- |
| Domus Vilatamar | Di tích | San Martín del Bas | 42°01′19″B 2°04′53″Đ / 42,021832°B 2,081268°Đ | RI-51-0005650       | 08-11-1988           | Domus de Vilatamar · Upload image |

#### San Pedro de Torelló(Sant Pere de Torelló)
| Tên            | Dạng            | Địa điểm             | Tọa độ                                        | Số hồ sơ tham khảo? | Ngày nhận danh hiệu? | Hình ảnh     |
| -------------- | --------------- | -------------------- | --------------------------------------------- | ------------------- | -------------------- | ------------ |
| Lâu đài Curull | Di tích Lâu đài | San Pedro de Torelló | 42°06′37″B 2°20′18″Đ / 42,110264°B 2,33825°Đ  | RI-51-0005672       | 08-11-1988           | Upload image |
| Lâu đài Vilar  | Di tích Lâu đài | San Pedro de Torelló | 42°05′28″B 2°19′42″Đ / 42,091082°B 2,328461°Đ | RI-51-0005673       | 08-11-1988           | Upload image |

#### San Saturnino de Osormot(Sant Sadurní d'Osormort)
| Tên          | Dạng            | Địa điểm                 | Tọa độ                                        | Số hồ sơ tham khảo? | Ngày nhận danh hiệu? | Hình ảnh     |
| ------------ | --------------- | ------------------------ | --------------------------------------------- | ------------------- | -------------------- | ------------ |
| Lâu đài Meda | Di tích Lâu đài | San Saturnino de Osormot | 41°55′39″B 2°21′48″Đ / 41,927432°B 2,363222°Đ | RI-51-0005644       | 08-11-1988           | Upload image |

#### San Vicente de Torelló(Sant Vicenç de Torelló)
| Tên             | Dạng            | Địa điểm               | Tọa độ                                        | Số hồ sơ tham khảo? | Ngày nhận danh hiệu? | Hình ảnh                           |
| --------------- | --------------- | ---------------------- | --------------------------------------------- | ------------------- | -------------------- | ---------------------------------- |
| Lâu đài Torelló | Di tích Lâu đài | San Vicente de Torelló | 42°04′25″B 2°15′55″Đ / 42,073516°B 2,265392°Đ | RI-51-0005683       | 08-11-1988           | Castillo de Torelló · Upload image |

#### Santa Eugenia de Berga(Santa Eugènia de Berga)
| Tên                         | Dạng            | Địa điểm               | Tọa độ                                        | Số hồ sơ tham khảo? | Ngày nhận danh hiệu? | Hình ảnh                                         |
| --------------------------- | --------------- | ---------------------- | --------------------------------------------- | ------------------- | -------------------- | ------------------------------------------------ |
| Nhà thờ Santa Eugenia Berga | Di tích Nhà thờ | Santa Eugenia de Berga | 41°54′01″B 2°17′00″Đ / 41,900287°B 2,283317°Đ | RI-51-0000438       | 03-06-1931           | Iglesia de Santa Eugenia de Berga · Upload image |
| Tháp Sla Heures             | Di tích Tháp    | Santa Eugenia de Berga | 41°54′11″B 2°18′04″Đ / 41,902972°B 2,30113°Đ  | RI-51-0005686       | 08-11-1988           | Torre Sla de Heures · Upload image               |

#### Santa Eulalia de Riuprimer(Santa Eulàlia de Riuprimer)
| Tên                                    | Dạng            | Địa điểm                   | Tọa độ                                        | Số hồ sơ tham khảo? | Ngày nhận danh hiệu? | Hình ảnh     |
| -------------------------------------- | --------------- | -------------------------- | --------------------------------------------- | ------------------- | -------------------- | ------------ |
| Lâu đài Torroella                      | Di tích Lâu đài | Santa Eulalia de Riuprimer | 41°54′30″B 2°11′46″Đ / 41,908336°B 2,196169°Đ | RI-51-0005687       | 08-11-1988           | Upload image |
| Tháp Vella Gali                        | Di tích Tháp    | Santa Eulalia de Riuprimer |                                               | RI-51-0005689       | 08-11-1988           | Upload image |
| Torreferrada (Edificación fortificada) | Di tích         | Santa Eulalia de Riuprimer | 41°54′42″B 2°10′29″Đ / 41,911803°B 2,174822°Đ | RI-51-0005688       | 08-11-1988           | Upload image |

#### Santa María de Besora(Santa Maria de Besora)
| Tên                                 | Dạng            | Địa điểm              | Tọa độ                                        | Số hồ sơ tham khảo? | Ngày nhận danh hiệu? | Hình ảnh                          |
| ----------------------------------- | --------------- | --------------------- | --------------------------------------------- | ------------------- | -------------------- | --------------------------------- |
| Lâu đài Besora (Santa María Besora) | Di tích Lâu đài | Santa María de Besora | 42°07′25″B 2°15′04″Đ / 42,123706°B 2,251017°Đ | RI-51-0005696       | 08-11-1988           | Castillo de Besora · Upload image |
| Lâu đài Beví                        | Di tích Lâu đài | Santa María de Besora | 42°08′07″B 2°14′15″Đ / 42,135249°B 2,237588°Đ | RI-51-0005697       | 08-11-1988           | Upload image                      |

#### Santa Maria de Corcó(Santa Maria de Corcó)
| Tên             | Dạng            | Địa điểm             | Tọa độ                                        | Số hồ sơ tham khảo? | Ngày nhận danh hiệu? | Hình ảnh                           |
| --------------- | --------------- | -------------------- | --------------------------------------------- | ------------------- | -------------------- | ---------------------------------- |
| Lâu đài Barrés  | Di tích Lâu đài | Santa Maria de Corcó | 42°02′00″B 2°21′37″Đ / 42,033198°B 2,360389°Đ | RI-51-0005699       | 08-11-1988           | Upload image                       |
| Lâu đài Cabrera | Di tích Lâu đài | Santa Maria de Corcó | 42°04′34″B 2°24′26″Đ / 42,076042°B 2,407206°Đ | RI-51-0005698       | 08-11-1988           | Castillo de Cabrera · Upload image |

#### Seva (España)
| Tên                  | Dạng                                | Địa điểm | Tọa độ                                        | Số hồ sơ tham khảo? | Ngày nhận danh hiệu? | Hình ảnh                                |
| -------------------- | ----------------------------------- | -------- | --------------------------------------------- | ------------------- | -------------------- | --------------------------------------- |
| Lâu đài Esparraguera | Di tích Kiến trúc phòng thủ Lâu đài | Seva     | 41°48′07″B 2°14′38″Đ / 41,801951°B 2,243887°Đ | RI-51-0005712       | 08-11-1988           | Castillo de Esparraguera · Upload image |

#### Sora (Barcelona)
| Tên                 | Dạng            | Địa điểm         | Tọa độ                                        | Số hồ sơ tham khảo? | Ngày nhận danh hiệu? | Hình ảnh     |
| ------------------- | --------------- | ---------------- | --------------------------------------------- | ------------------- | -------------------- | ------------ |
| Lâu đài Duocastella | Di tích Lâu đài | Sora (Barcelona) | 42°07′26″B 2°09′29″Đ / 42,124003°B 2,158081°Đ | RI-51-0005720       | 08-11-1988           | Upload image |

### T

#### Tabérnolas(Tavèrnoles)
| Tên                                     | Dạng            | Địa điểm   | Tọa độ                                        | Số hồ sơ tham khảo? | Ngày nhận danh hiệu? | Hình ảnh                               |
| --------------------------------------- | --------------- | ---------- | --------------------------------------------- | ------------------- | -------------------- | -------------------------------------- |
| Nhà Vilamunta (Edificación fortificada) | Di tích         | Tabérnolas | 41°57′10″B 2°21′57″Đ / 41,952831°B 2,36579°Đ  | RI-51-0005734       | 08-11-1988           | Upload image                           |
| Lâu đài Sabass Sons                     | Di tích Lâu đài | Tabérnolas | 41°57′22″B 2°20′15″Đ / 41,956214°B 2,337531°Đ | RI-51-0005732       | 08-11-1988           | Castillo de Sabass Sons · Upload image |
| Roca Purpirol (Edificación fortificada) | Di tích         | Tabérnolas | 41°57′42″B 2°19′30″Đ / 41,961768°B 2,325023°Đ | RI-51-0005733       | 08-11-1988           | Upload image                           |

#### Taradell
| Tên              | Dạng            | Địa điểm | Tọa độ                                        | Số hồ sơ tham khảo? | Ngày nhận danh hiệu? | Hình ảnh                                       |
| ---------------- | --------------- | -------- | --------------------------------------------- | ------------------- | -------------------- | ---------------------------------------------- |
| Lâu đài Taradell | Di tích Lâu đài | Taradell | 41°51′56″B 2°18′36″Đ / 41,865453°B 2,310006°Đ | RI-51-0005730       | 08-11-1988           | Castillo de Taradell o del Boix · Upload image |
| Tháp Don Carlos  | Di tích Tháp    | Taradell | 41°52′34″B 2°17′14″Đ / 41,876022°B 2,287172°Đ | RI-51-0005731       | 08-11-1988           | Torre de Don Carlos · Upload image             |

#### Tavertet
| Tên                                        | Dạng                             | Địa điểm | Tọa độ                                        | Số hồ sơ tham khảo? | Ngày nhận danh hiệu? | Hình ảnh                                 |
| ------------------------------------------ | -------------------------------- | -------- | --------------------------------------------- | ------------------- | -------------------- | ---------------------------------------- |
| Avenc Tavertet (Edificación fortificada)   | Di tích                          | Tavertet | 42°00′19″B 2°26′31″Đ / 42,005365°B 2,441983°Đ | RI-51-0005737       | 08-11-1988           | Avenc de Tavertet · Upload image         |
| Casco antiguo Tavertet                     | Khu phức hợp lịch sử artístico   | Tavertet | 41°59′48″B 2°25′11″Đ / 41,996788°B 2,419815°Đ | RI-53-0000403       | 25-11-1991           | Casco antiguo de Tavertet · Upload image |
| Lâu đài Desvilar (Edificación fortificada) | Di tích Lâu đài                  | Tavertet | 42°00′53″B 2°22′00″Đ / 42,014709°B 2,366691°Đ | RI-51-0005738       | 08-11-1988           | Upload image                             |
| Tháp Parareda                              | Di tích Kiến trúc phòng thủ Tháp | Tavertet | 41°59′49″B 2°23′42″Đ / 41,996833°B 2,395138°Đ | RI-51-0005736       | 08-11-1988           | Torre de la Parareda · Upload image      |
| Tháp Vall                                  | Di tích Tháp                     | Tavertet | 42°00′14″B 2°25′15″Đ / 42,003946°B 2,42088°Đ  | RI-51-0005735       | 08-11-1988           | Torre de la Vall · Upload image          |

#### Tona (España)
| Tên                                     | Dạng                   | Địa điểm      | Tọa độ                                        | Số hồ sơ tham khảo? | Ngày nhận danh hiệu? | Hình ảnh                                                  |
| --------------------------------------- | ---------------------- | ------------- | --------------------------------------------- | ------------------- | -------------------- | --------------------------------------------------------- |
| Casal Güells (Edificio fortificado)     | Di tích                | Tona (España) | 41°50′35″B 2°11′57″Đ / 41,843185°B 2,199033°Đ | RI-51-0005741       | 08-11-1988           | Casal de Güells · Upload image                            |
| Casal Mont-Rodon (Edificio fortificado) | Di tích                | Tona (España) | 41°51′54″B 2°16′00″Đ / 41,864875°B 2,266631°Đ | RI-51-0005742       | 08-11-1988           | Casal de Mont-Rodon · Upload image                        |
| Lâu đài Tona                            | Di tích Lâu đài        | Tona (España) | 41°51′18″B 2°13′29″Đ / 41,854936°B 2,224706°Đ | RI-51-0005740       | 08-11-1988           | Castillo de Tona · Upload image                           |
| Domus Vilamajor                         | Di tích                | Tona (España) | 41°51′40″B 2°12′09″Đ / 41,861209°B 2,20253°Đ  | RI-51-0002860       | 21-02-1989           | Domus de Vilamajor · Upload image                         |
| Camp les Lloses                         | Khu khảo cổ Yacimiento | Tona (España) | 41°51′04″B 2°13′29″Đ / 41,851078°B 2,224692°Đ | RI-55-0000494       | 27-06-1995           | El Campo de las Losas · Upload image                      |
| Nhà thờ Sant Andreu Castell Tona        | Di tích                | Tona (España) | 41°51′14″B 2°13′28″Đ / 41,853984°B 2,224469°Đ | RI-51-0001163       | 29-09-1944           | Iglesia y Torre de San Andrés del Castillo · Upload image |

#### Torelló
| Tên                                         | Dạng            | Địa điểm | Tọa độ                                        | Số hồ sơ tham khảo? | Ngày nhận danh hiệu? | Hình ảnh     |
| ------------------------------------------- | --------------- | -------- | --------------------------------------------- | ------------------- | -------------------- | ------------ |
| Lâu đài Puigdessalit (Edificio fortificado) | Di tích Lâu đài | Torelló  | 42°02′33″B 2°15′55″Đ / 42,042597°B 2,265409°Đ | RI-51-0005744       | 08-11-1988           | Upload image |

### V

#### Vich(Vic)
| Tên                                  | Dạng                | Địa điểm | Tọa độ                                        | Số hồ sơ tham khảo? | Ngày nhận danh hiệu? | Hình ảnh                                     |
| ------------------------------------ | ------------------- | -------- | --------------------------------------------- | ------------------- | -------------------- | -------------------------------------------- |
| Nhà Malloles                         | Di tích             | Vich     | 41°56′50″B 2°16′55″Đ / 41,947231°B 2,28202°Đ  | RI-51-0005763       | 08-11-1988           | Upload image                                 |
| Lâu đài Moncada                      | Di tích Lâu đài     | Vich     | 41°55′46″B 2°15′25″Đ / 41,929326°B 2,256918°Đ | RI-51-0005760       | 08-11-1988           | Castillo de los Moncada · Upload image       |
| Lâu đài Planes                       | Di tích Lâu đài     | Vich     | 41°56′10″B 2°14′46″Đ / 41,936054°B 2,246127°Đ | RI-51-0005764       | 08-11-1988           | Upload image                                 |
| Lâu đài Sentfores                    | Di tích             | Vich     | 41°54′25″B 2°13′09″Đ / 41,906879°B 2,219078°Đ | RI-51-0005762       | 08-11-1988           | Upload image                                 |
| Nhà thờ chính tòa Vic                | Di tích Catedral    | Vich     | 41°55′41″B 2°15′20″Đ / 41,928186°B 2,255545°Đ | RI-51-0000432       | 03-06-1931           | Catedral de San Pedro Apóstol · Upload image |
| Tường thành Vich                     | Di tích Tường thành | Vich     | 41°55′43″B 2°15′27″Đ / 41,928618°B 2,257369°Đ | RI-51-0005761       | 08-11-1988           | Murallas de Vich · Upload image              |
| Bảo tàng Khảo cổ Artístico Episcopal | Di tích Bảo tàng    | Vich     |                                               | RI-51-0001332       | 01-03-1962           | Upload image                                 |
| Puente Bruguer                       | Di tích Cầu         | Vich     | 41°56′21″B 2°16′36″Đ / 41,939162°B 2,276568°Đ | RI-51-0005076       | 08-11-1983           | Puente de Bruguer · Upload image             |
| Đền romano Vich                      | Di tích Templo      | Vich     | 41°55′45″B 2°15′24″Đ / 41,929194°B 2,256767°Đ | RI-51-0000448       | 03-06-1931           | Templo romano de Vich · Upload image         |

#### Vilanova de Sau
| Tên                                   | Dạng                        | Địa điểm        | Tọa độ                                        | Số hồ sơ tham khảo? | Ngày nhận danh hiệu? | Hình ảnh                    |
| ------------------------------------- | --------------------------- | --------------- | --------------------------------------------- | ------------------- | -------------------- | --------------------------- |
| Casal Santroma (Edificio fortificado) | Di tích Kiến trúc phòng thủ | Vilanova de Sau | 41°58′34″B 2°23′28″Đ / 41,976205°B 2,391173°Đ | RI-51-0005776       | 08-11-1988           | Upload image                |
| Casal Pi (Edificio fortificado)       | Di tích Kiến trúc phòng thủ | Vilanova de Sau | 41°58′41″B 2°23′42″Đ / 41,977928°B 2,394944°Đ | RI-51-0005775       | 08-11-1988           | Casal del Pi · Upload image |
| Lâu đài Puig Forca                    | Di tích Lâu đài             | Vilanova de Sau | 41°58′51″B 2°23′20″Đ / 41,980822°B 2,389022°Đ | RI-51-0005774       | 08-11-1988           | Upload image                |